# Белый корабль (здание)

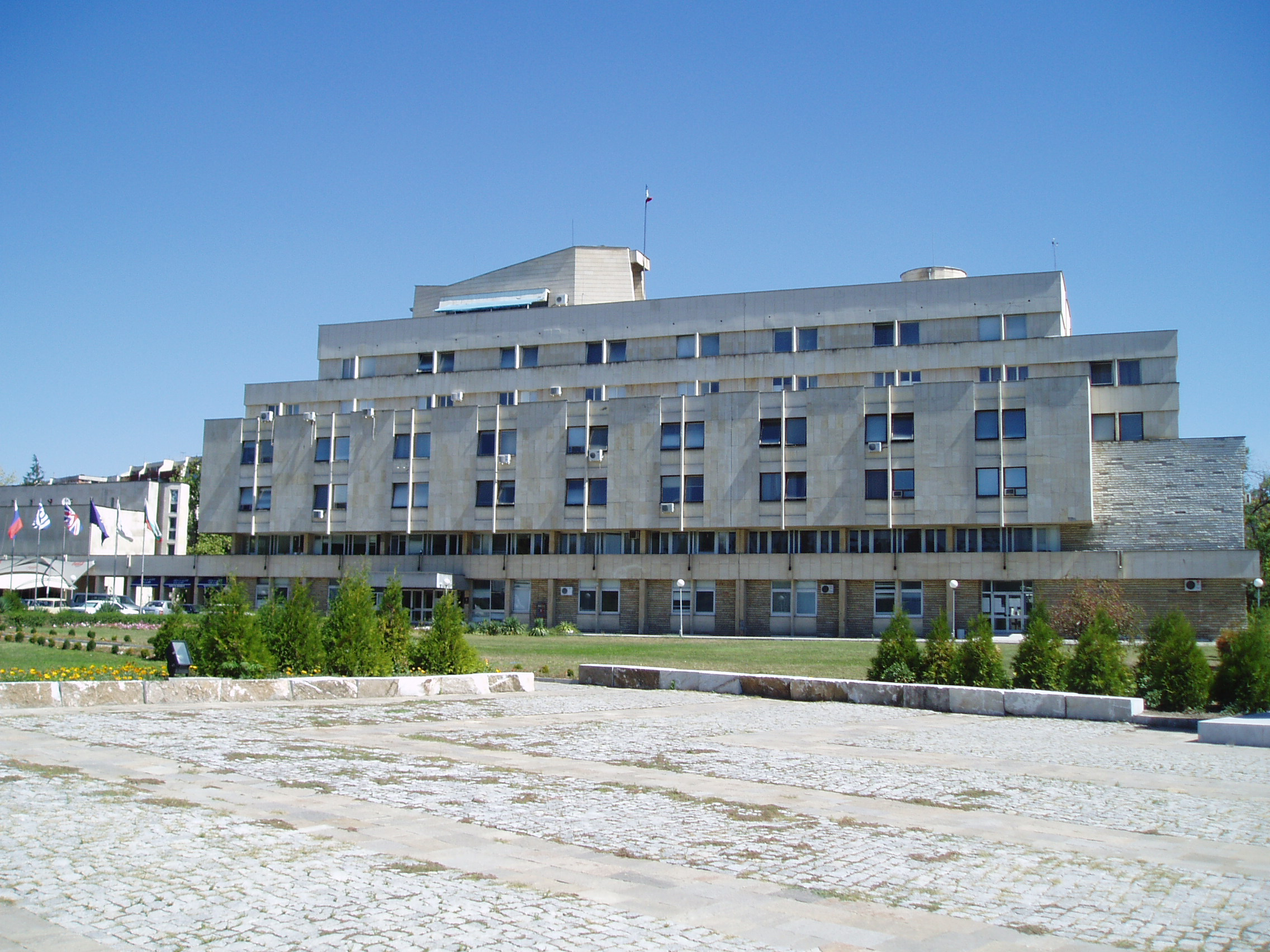
«Белый корабль»

«Белый корабль» (болг. „Белият кораб“) — административное здание в городе Кырджали (Болгария). Здание построено в 1970-х как «партийный дом» Кырджалийской области, ленточку на его открытии в 1974 году перерезал Тодор Живков лично.
В настоящее время в здании располагается администрация местного самоуправления общины Кырджали, одной из семи общин области.
Оценочная стоимость здания — более 2 млн левов. Осенью 2009 года стало известно, что здание, возможно, эксплуатируется незаконно — не удаётся найти один из документов сдачи (акт 16).
В праздничные дни здание подсвечивается в цветах государственного флага: как бело-зелёно-красный триколор.